# Bruno Di Benedetto
Pour les articles homonymes, voir Benedetto.
Bruno Di Benedetto est un joueur international français de rink hockey né le 8 mai 1997. Il évolue au club de Oliveirense dans le championnat Portugais. 3 ligues europa a son actif

## Carrière
Il participe, avec ses deux frères Roberto Di Benedetto et Carlo Di Benedetto au championnat d'Europe 2016.
Le 27 avril 2017, soit un an après le départ de son frère Carlo Di Benedetto de la Vendéenne pour le club de Licéo, Bruno Di Benedetto annonce à son tour rejoindre la OK Liga accompagné de son autre frère Roberto Di Benedetto.

## Palmarès
- coupe CERS 2017-2018, avec CE Lleida Llista Blava[3].
- coupe WS-Europe Cup 2018-2019, avec CE Lleida Llista Blava
- coupe WS-Europe Cup 2020-2021, avec CE Lleida Llista Blava